# ماریا پارکر
ماریا پارکر (انگلیسی: Mariah Parker؛ زادهٔ ۱۹۹۱) با نام هنری لینکوآ فرانکا خواننده رپ اهل ایالات متحده آمریکا است. او مابین سال‌های ۲۰۱۸ تا ۲۰۲۲ نمایندهٔ اتحادیهٔ صنفی ناحیهٔ ۲ شهرستان کلارک، جورجیا بود. 
پارکر در شهرکی در نزدیکی لویی‌ویل، کنتاکی بزرگ شد و با گوش کردن به آوازهای مادرش که یک خواننده موسیقی گاسپل بود، به موسیقی و خوانندگی علاقمند شد. او دانش‌آموختهٔ کالج وارن ویلسون و دانشگاه جورجیا است و دکترای ادبیات و زبان انگلیسی دارد. وی مدتی در برزیل معلم زبان بود و از سال ۲۰۱۴ ساکن آتن، جورجیا است. موسیقی او تلفیقی از هیپ هاپ و نئو سول است. او در سال ۲۰۲۲ در همایش فدراسیون کارگران آمریکا و کنگره سازمان‌های صنعتی برنامه اجرا کرد.